# ديفيد كوفردال
ديفيد كوفردال (بالإنجليزية: David Coverdale)‏ هو مطرب إنجليزي.

## وصلات خارجية
- ديفيد كوفردال على موقع IMDb (الإنجليزية)
- ديفيد كوفردال على موقع ميوزك برينز (الإنجليزية)
- ديفيد كوفردال على موقع إن إن دي بي (الإنجليزية)
- ديفيد كوفردال على موقع أول ميوزيك (الإنجليزية)
- ديفيد كوفردال على موقع ديسكوغز (الإنجليزية)
- ديفيد كوفردال على موقع قاعدة بيانات الفيلم (الإنجليزية)